# Azambuja
Pour les articles homonymes, voir Azambuja (homonymie).
Azambuja est une ville portugaise du district de Lisbonne et de la région de l'Alentejo d'environ 6 900 habitants. Elle est aussi siège d'une municipalité (en portugais : concelho ou município).
Elle abritait sur son territoire une usine automobile de General Motors, qui fabriquait jusqu'en 2006 des Opel Combo avant sa fermeture et le transfert de la production vers Saragosse.

## Géographie
Azambuja est limitrophe :
- au nord, de Rio Maior,
- au nord-est, de Santarém,
- à l'est, de Cartaxo,
- au sud-est, de Salvaterra de Magos,
- au sud, de Benavente et Vila Franca de Xira,
- à l'ouest, de Alenquer et de Cadaval.

## Démographie
| 1801  | 1849  | 1900   | 1930   | 1960   | 1981   | 1991   | 2001   | 2011   |
| ----- | ----- | ------ | ------ | ------ | ------ | ------ | ------ | ------ |
| 3 402 | 3 514 | 11 446 | 14 035 | 18 218 | 19 768 | 19 568 | 20 837 | 21 814 |

## Subdivisions
La municipalité de Azambuja groupe 9 freguesias :
- Alcoentre
- Aveiras de Baixo
- Aveiras de Cima
- Azambuja
- Maçussa
- Manique do Intendente
- Vale do Paraíso (pt)
- Vila Nova da Rainha (pt)
- Vila Nova de São Pedro